# قانون الرقائق والعلوم
قانون الرقائق والعلوم هو قانون فيدرالي صدر في الولايات المتحدة الأمريكية وأقره الكونجرس الأمريكي رقم 117 ووقعه الرئيس الأمريكي السابق جو بايدن في 9 أغسطس (آب) 2022، وتُحوّل بموجبه حوالي 280 مليار دولار أمريكي من التمويل الأمريكي الجديد لتعزيز البحث العلميّ المحلي، ودعم تصنيع أشباه الموصلات في الولايات المتحدة الأمريكية، والذي خصص له 52.7 مليار دولار أمريكي. كما يقضي قانون الرقائق والعلوم أيضًا بتخصيص 39 مليار دولار أمريكي كدعم لتصنيع الرقائق على الأراضي الأمريكية، بالإضافة إلى إعفاءات ضريبية استثمارية بنسبة 25% لتكاليف معدات التصنيع، و13 مليار دولار لأبحاث أشباه الموصلات وتدريب القوى العاملة. يهدف قانون الرقائق والعلوم إلى تعزيز مرونة سلاسل التوريد الأمريكية ومواجهة هيمنة الصين على صناعة الرقائق وأشباه الموصلات،  كما يستثمر القانون أيضًا 174 مليار دولار أمريكي في النظام البيئي الشامل لأبحاث القطاع العام في مجالات العلوم والتقانة، مما يعزز رحلات الفضاء البشرية، والحوسبة الكمومية، وعلوم المواد، والتقانة الحيوية، والفيزياء التجريبية، وأمن البحث، والاعتبارات الاجتماعية والأخلاقية، وتنمية القوى العاملة والتنوع، والمساواة، وجهود الإدماج في وكالة ناسا، ومؤسسة العلوم الوطنية، ووزارة الطاقة، ووكالة الدفاع الأوروبية، والمعهد الوطني للمعايير والتقنية. ينقسم قانون الرقائق والعلوم إلى ثلاثة أقسام لكل منها عناوين مختصرة خاصة بها:
- القسم أ، وهو قانون خلق حوافز مفيدة لإنتاج أشباه الموصلات لأمريكا لعام 2022.[11]
- القسم ب، هو قانون البحث والتطوير والمنافسة والابتكار لعام 2022.
- القسم ج، وهو قانون تمويل أمن المحكمة العليا لعام 2022.[12]

استطاع قانون الرقائق والعلوم بحلول مارس (أذار) 2024، وفقًا لتقديرات المحللين، أن يُحفّز ما بين 25 و50 مشروعًا محتملًا منفصلًا، باستثمارات إجمالية متوقعة تتراوح بين 160 و200 مليار دولار أمريكي، و25,000 و45,000 وظيفة جديدة. ومع ذلك، تواجه هذه المشاريع تأخيرات في الحصول على المنح بسبب العقبات البيروقراطية، ونقص العمالة الماهرة، وصفقات التمويل من الكونجرس التي حدّت أو قلّصت بنود البحث في القانون بعشرات المليارات من الدولارات.

## التاريخ
جمع قانون الرقائق والعلوم بين أهداف مشروعي قانونين سابقين، وهما:
- قانون الحدود اللامتناهية المصمم لتعزيز الاستثمار في أبحاث التقانة الفائقة المحلية،[16]
- قانون خلق حوافز مفيدة لإنتاج أشباه الموصلات لأمريكا، والمصمم لإعادة تصنيع أشباه الموصلات إلى الولايات المتحدة، ويهدف مشروع هذا القانون إلى إعادة الولايات المتحدة الأمريكية للتنافس مع الصين في مجالات صناعة الرقائق وأشباه الموصلات.[17][18]

كان وكيل وزارة الخارجية الأمريكية كيث كراتش هو أول من قدّم قانون الحدود اللامتناهية في أكتوبر (تشرين الأول) 2019 إلى السيناتورين تشاك شومر، ممثل الحزب الديمقراطي عن ولاية نيويورك، وتود يونغ، ممثل الحزب الجمهوري عن ولاية إنديانا، كجزء من استراتيجية الأمن الاقتصادي العالمي لتعزيز الاستثمار في أبحاث التقانة الفائقة الحيوية للأمن القومي الأمريكي. كانت الخطة هي زيادة التمويل الموجه للبحث والتطوير الحكومي، والبالغ 150 مليار دولار أمريكي، ليصل إلى استثمار بقيمة 500 مليار دولار أمريكي، مع توفير استثمارات مماثلة من القطاع الخاص وتحالف من الحلفاء التقنيين المعروف بـ«الديمقراطيات التقنية العشر». وفي 27 مايو (أيار) 2020، قدم السيناتوران تود يونغ وتشاك شومر، إلى جانب عضوي الكونجرس الأمريكي رو خانا، وهو عضو بالحزب الديمقراطي من ولاية كاليفورنيا، ومايك غالاغر، وهو عضو بالحزب الجمهوري من ولاية ويسكونسن، قانون الحدود اللامتناهية ثنائي الحزبية والمجلسين لتعزيز ريادة الولايات المتحدة الأمريكية في الابتكار العلمي والتقني من خلال زيادة الاستثمارات في اكتشاف وإنشاء وتسويق المجالات التقنية المستقبلية.
كان قانون الابتكار والمنافسة الأمريكي لعام 2021، والمعروف سابقًا باسم قانون الحدود اللامتناهية، تشريعًا أمريكيًا رعاه كل من زعيم الأغلبية في مجلس الشيوخ تشاك شومر والسيناتور تود يونغ، والذي سمح بتخصيص 110 مليار دولار أمريكي للأبحاث التقنية الأساسية والمتقدمة على مدى خمس سنوات. وبلغ الاستثمار في الأبحاث الأساسية والمتقدمة والتسويق وبرامج التعليم والتدريب في مجالات الذكاء الاصطناعي وأشباه الموصلات والحوسبة الكمومية والاتصالات المتقدمة والتقانة الحيوية والطاقة المتقدمة 100 مليار دولار أمريكي، كما اعتمد ما يزيد عن 10 مليارات دولار أمريكي لتخصيصها لتعيين عشرة مراكز تقنية إقليمية وإنشاء برنامج استجابة لأزمات سلسلة التوريد.
أما قانون خلق حوافز مفيدة لإنتاج أشباه الموصلات لأمريكا فقد قدمه لأول مرة وكيل وزارة الخارجية الأمريكية كيث كراتش وفريقه الذين توسطوا في نقل 12 مليار دولار أمريكي من شركة تايوان لتصنيع أشباه الموصلات إلى الداخل لتأمين سلسلة توريد أشباه الموصلات المتطورة، في 15 مايو (أيار) 2020. كانت استراتيجية كيث كراتش المعلنة هي استخدام إعلان شركة تايوان لتصنيع أشباه الموصلات كحافز لتعزيز سلسلة توريد موثوقة من خلال جذب النظام البيئي الواسع من الموردين للشركة، وإقناع شركات الرقائق الأخرى بالإنتاج في الولايات المتحدة الأمريكية، وخاصة الشركات الكبرى مثل إنتل وسامسونج، وإلهام الجامعات لتطوير مناهج هندسية تركز على تصنيع أشباه الموصلات وتصميم مشروع قانون ثنائي الحزب (رقائق لأمريكا) لتوفير التمويل اللازم. أدى هذا إلى تعاون كيث كراتش وفريقه لإنشاء مشروع قانون خلق حوافز مفيدة لإنتاج أشباه الموصلات لأمريكا مع كل من السيناتور جون كورنين، عضو الحزب الجمهوري من ولاية تكساس، والسيناتور مارك وارنر، عضو الحزب الديمقراطي من ولاية فرجينيا. وفي يونيو (حزيران) 2020، انضم السيناتور مارك وارنر إلى السيناتور الأمريكي جون كورنين في تقديم قانون خلق حوافز مفيدة لإنتاج أشباه الموصلات لأمريكا بقيمة 52 مليار دولار أمريكي. كما تم تضمين عناصر من قانون البحث والتطوير في مجال الاقتصاد الحيوي لعام 2021.
دُمج كلا المشروعين في النهاية في قانون الابتكار والمنافسة الأمريكي. وفي 8 يونيو (حزيران) 2021، أقر قانون الابتكار والمنافسة الأمريكي بأغلبية 68 صوتًا مقابل 32 صوتًا في مجلس الشيوخ الأمريكي بدعم من كلا الحزبين الجمهوري والديمقراطي. كما أُقرت نسخة مجلس النواب الأمريكي من مشروع القانون في 4 فبراير (شباط) 2022 قانون "أمريكا تتنافس" لعام 2022. وفي 28 مارس (أذار) 2022، أقر مجلس الشيوخ الأمريكي مشروع قانون معدّل باستبدال نص المادة H.R. 4521 بنص قانون الابتكار والمنافسة الأمريكي. وتطلّب الأمر عقد اجتماع بين مجلسي الشيوخ والنواب لتسوية الخلافات، مما أسفر عن مقترح مشروع قانون الرقائق والعلوم المُشترك بين الحزبين. وأقرّ مجلس الشيوخ الأمريكي مشروع القانون بأغلبية 64 صوتًا مقابل 33 صوتًا في 27 يوليو (تموز) 2022. وفي 28 يوليو (تموز) 2022، أقرّ مجلس النواب الأمريكي مشروع القانون، والذي بلغت قيمته 280 مليار دولار أمريكي، بأغلبية 243 صوتًا مقابل 187 صوتًا مع امتناع عضو واحد عن التصويت. وفي 1 أغسطس (آب) 2022، أطلقت مجلة تايمز للهندسة الإلكترونية على وكيل وزارة الخارجية الأمريكي كيث كراتش،والذي يشغل حاليا منصب الرئيس لمعهد كراتش للدبلوماسية التقنية في جامعة بيردو منذ فبراير (شباط) 2023، لقب مهندس قانون الرقائق والعلوم. ووقع الرئيس جو بايدن على مشروع القانون ليدخل القانون إلى حيز النفاذ في 9 أغسطس (آب) 2022.

## الاستقبال

تصويت مجلس الشيوخ الأمريكي على قانون الرقائق والعلوم في 27 يوليو (تموز) 2022 حسب الولاية
سنتان
سنة ولم يتم التصويت
صوت بنعم ولا
صوت بـ(لا) مرتين
صوت بـ(لا) أو لم يُصوَّت

حظي قانون الرقائق والعلوم بتأييد العديد من المشرعين والمسؤولين المنتخبين من مختلف أنحاء الحكومة الفيدرالية وحكومات الولايات الأمريكية. وضغطت مجموعة كبيرة من السياسيين الأمريكيين حكام الولايات من أجل إقرار مشروع القانون في نوفمبر (تشرين الثاني) 2021، ومنهم توم وولف حاكم ولاية بنسلفانيا، وكاي آيفي حاكمة ولاية ألاباما، وغافن نيوسوم حاكم ولاية كاليفورنيا، وآندي بشير حاكم ولاية كنتاكي، وجريتشن ويتمر حاكمة ولاية ميشيغان، وتوني إيفرز حاكم ولاية ويسكونسن، وجيه بي بريتزكر حاكم ولاية إلينوي، ولورا كيلي حاكمة ولاية كانساس، وروي كوبر حاكم ولاية كارولاينا الشمالية.